# شاهدانه شمالی
گالئوپسیس اسپسیوسا (نام علمی: Galeopsis speciosa) نام یک گونه از تیره نعناعیان است.